# Esthemopsis poliotactis
Esthemopsis poliotactis är en fjärilsart som beskrevs av Hans Ferdinand Emil Julius Stichel 1910. Esthemopsis poliotactis ingår i släktet Esthemopsis och familjen Riodinidae. Inga underarter finns listade i Catalogue of Life.